# Brotula
Brotula is een geslacht van straalvinnige vissen uit de familie van de naaldvissen (Ophidiidae). Het geslacht is beschreven in 1829 door Cuvier.

## Soorten
- Brotula barbata (Linnaeus, 1758).
- Brotula clarkae Hubbs, 1944.
- Brotula multibarbata Temminck & Schlegel, 1846.
- Brotula ordwayi Hildebrand & Barton, 1949.
- Brotula townsendi Fowler, 1900.